# Скаруффи, Пьеро
Пьеро Скаруффи (итал. Piero Scaruffi; 26 апреля 1955 года, Триверо, Биелла, Италия) — итало-американский писатель, информатик, эссеист и музыкальный критик.
1. Капитан Бифхарт – Trout Mask Replica (1969)
2. Роберт Уайатт – Rock Bottom (1974)
3. Faust – Faust (1971)
4. The Velvet Underground и Нико – The Velvet Underground & Nico (1967)
5. The Doors – The Doors (1967)
6. Тим Бакли – Lorcs (1970)
7. Pere Ubu – The Modern Dance (1978)
8. Royal Trux – Twin Infinitives (1990)
9. Джон Фэи – Fare Forward Voyagers (Soldier's Choice) (1973)
10. Нико – Desertshore (1970)

## Биография
Пьеро Скаруффи родился 26 апреля 1955 года в городе Триверо. В 1982 году с отличием окончил математический факультет Туринского университета по специальности «теоретическая физика». В 1982 году переехал в Калифорнию, где работал инженером-программистом, менеджером и консультантом в Olivetti. В то время он занимал должность приглашённого профессора по искусственному интеллекту в Гарвардском (1984) и Стэнфордском университетах (1995).
После закрытия центра Купертино в 1995 году, Скаруффи посвятил себя, ИТ-консалтингу и преподаванию и университетским исследованиям в Стэнфордском университете (1995—1996) и Калифорнийском университете в Беркли (1997—2004).

## Музыкальная критика
В 1988 году он познакомился с Риккардо Бертончелли, музыкальным критиком и главным редактором издательства Arcana Editore, позволившим ему опубликовать 6-томную «Историю рока» (итал. Storia del Rock) в период с 1989 по 1997 год, который объединил многие тексты, написанные им в 1980-е годы.
В 1995 году Пьеро Скаруффи создал собственный веб-сайт, на котором он собирает материалы, написанные в предыдущие годы и касающиеся самых разрозненных тем. Помимо рецензий на альбомы, есть разделы, посвящённые кино, его путешествиям по 130 странам мира, политике, истории, искусству, философии и науке. Позже откроется веб-сайт, полностью посвящённый когнитивным наукам, под названием www.thymos.com. Эта обширная база данных появилась на несколько лет раньше таких явлений, как блоги, онлайн-публикации и когнитивная журналистика. В настоящее время этот сайт считается одним из старейших итальянских сайтов и первым, доменом которого является имя его автора; дизайн никогда не менялся с течением времени.
Взгляд Пьеро Скаруффи на историю рок-музыки значительно отличается от взглядов почти всех других музыкальных журналистов и значительно отклоняется от общепринятой точки зрения (например, в его оценке относительно неизвестных групп Кентерберийской сцены прогрессивного рока и краут-рока), что принесло ему известность и широкое признание с одной стороны, но и много критики с другой. На его критический подход повлияли некоторые марксистские теории, очень распространённые в Италии в 1970-е годы, которые также можно найти у других авторов его поколения (включая Риккардо Бертончелли, открыто цитируемого Скаруффи среди его ссылок).
Его оценка места Элвиса Пресли и, прежде всего, The Beatles в истории рока была причиной споров и неприязни к нему на протяжении многих лет. Скаруффи описывает Элвиса Пресли как первого крупного афериста рок-н-ролла и величайшего похитителя чёрных хитов («музыка чёрных»), и он не считает The Beatles действительно хорошей группой, из-за огромной разницы между их навыками или достижениями и их популярностью он называет их самой переоценённый группой всех времён. Также он подвергал критике творчество The Beach Boys, Дэвида Боуи, Radiohead, Queen и U2, при этом большое значение придавал менее известным артистам, таким как Капитан Бифхарт, Роберт Уайатт, Red Krayola (англ.), Faust, Pere Ubu и Foetus.

### Его оценка The Beatles
Тезисы Скаруффи из его эссе, посвящённого группе:
- The Beatles не были ни хорошими авторами песен, ни хорошими композиторами, ни хорошими музыкантами.
- Музыке The Beatles не хватало технических инноваций и творческой глубины. Они писали только 3-минутные поп-песни, а более поздние альбомы, такие как Sgt. Pepper's Lonely Hearts Club Band, на которых группа экспериментировала с другими жанрами, состояли только из (в то время также полностью устаревших) поп-песен.
- «Арийская» музыка The Beatles стерла из рок-н-ролла все следы чёрной музыки и заменила африканские ритмы линейными западными мелодиями.
- The Beatles представляли собой тотальную реакцию против (чёрного) рок-н-ролла, против надвигающейся музыкальной революции и, кроме того, против социальной и политической революции (студенческие протесты, Боб Дилан, хиппи).